# Gonzalo de Berceo

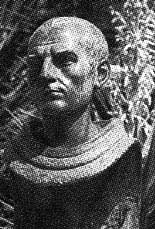
Busto di Gonzalo de Berceo

Gonzalo de Berceo (Berceo, 1197 circa – 1264 circa) è il primo scrittore in lingua castigliana di cui sia conosciuto il nome.

## Biografia
Fu un chierico (non un frate, come di solito si pensa, ma un prete secolare) che lavorò a La Rioja come notaio del monastero di San Millán de la Cogolla e del monastero di Santo Domingo de Silos. Ricevette un'educazione molto accurata e si formò nei recentemente creati studi generali (una specie di università medievale) di Palencia, i primi apparsi in Spagna. Tradusse il vocabolario dal latino e ricorse a formule della letteratura orale tradizionale. Lavorò anche come notaio ecclesiastico per i monasteri, per conto dei quali arrivò a falsificare documenti per fare in modo che i contadini riottosi pagassero le tasse.
Nel 1237 divenne presbitero.
La sua poesia tratta sempre temi religiosi, ed è costituita fondamentalmente da agiografie, scritti di materia sacra e biografie di santi, specialmente quelli adorati nei monasteri ai quali era vincolato: la Estoria de sennor San Millán, la Vida de Sancta Oria, virgen e La vida del gorioso confessor Santo Domingo de Silos, per esempio. La sua opera principale è senza dubbio Milagros de Nuestra Señora. Altre opere sono El duelo que fizo la Virten María el día de la Pasión de su fijo Jesu Christo, Del sacrifiçio de la Missa, De los signos que aparesçerán ante del Juicio, Martiryo de Sant Laurençio, Loores de Nuestra Señora e Himnos.
Non si mostra come un narratore originale, perché traduce ampliandole le opere latine già esistenti; la sua originalità e carattere artistico si apprezzano nel trattamento dei temi, nello stile e nei dettagli ed adattamenti alla mentalità medievale e contadina.
La sua poesia è colta, sebbene sia rivestita da un'apparenza popolare e utilizza elementi tradizionali; la strofa usata è di quattro versi alessandrini o quattordici sillabe separate in due metà di sette sillabe per una cesura che coincide con la fine della parola impedendo la sinalefe, e con un'unica rima consonante in tutti i versi.

## Milagros de Nuestra Señora
Inizia con un'introduzione allegorica nella quale l'autore si presenta con una naturalezza idealizzata, che simboleggia le virtù e la perfezione della Vergine. Si susseguono poi venticinque miracoli realizzati dalla Vergine a favore di persone a Lei devote. Berceo non inventa, solo cerca di diffondere i racconti già esistenti sulla Madonna. Le caratteristiche principali dell'opera sono:
- L'introduzione di elementi quotidiani per attrarre gli ascoltatori.
- L'utilizzo di elementi dell'arte buffonesca, come l'uso di espressioni per attirare l'attenzione degli ascoltatori.
- Alla fine di ogni racconto appare una morale o un insegnamento per far comprendere all'ascoltatore i vantaggi derivanti dalla devozione alla Vergine.

Si possono distinguere tre gruppi di miracoli:
1. Quelli in cui Maria premia o castiga la gente, come "La casulla de San Ildefonso".
2. Quelli in cui la Vergine perdona e riesce a salvare dalla condanna i suoi devoti, come "El sacristán impúdico".
3. Quelli in cui i personaggi soffrono una crisi spirituale e Maria li aiuta a risolvere il conflitto, come "La abadesa encinta".